# فهرست گل‌های ملی ادینسون کاوانی

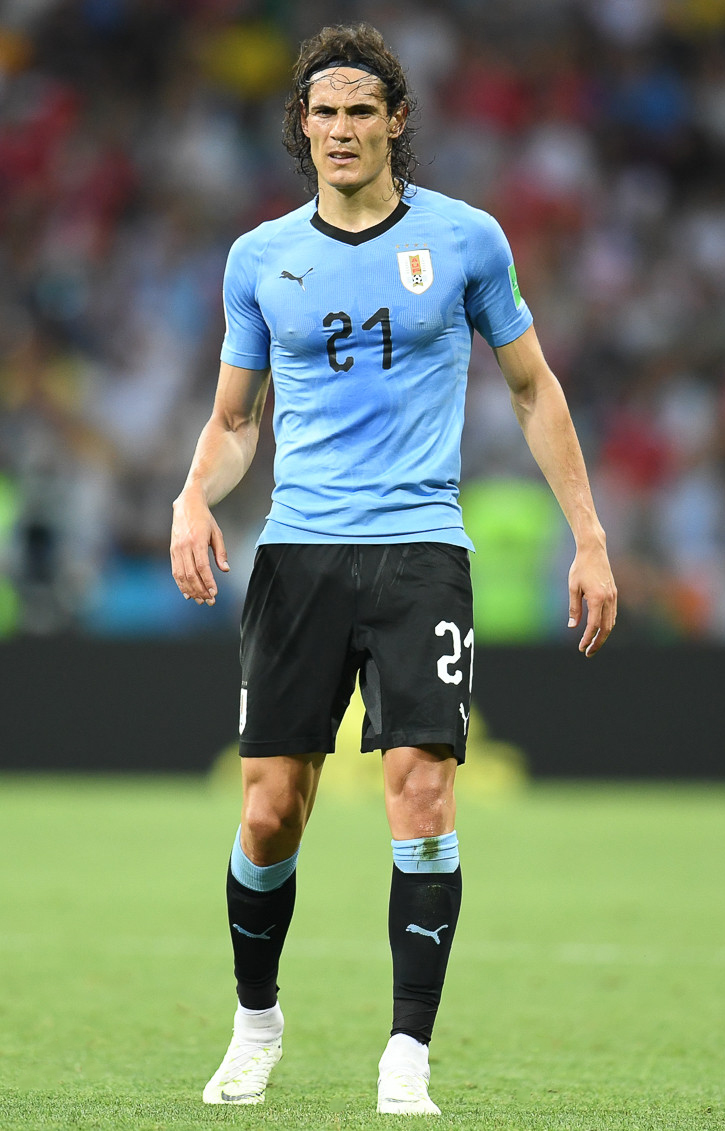
کاوانی به همراه تیم ملی اروگوئه در جام جهانی ۲۰۱۸ روسیه

ادینسون کاوانی یک فوتبالیست حرفه‌ای اروگوئه است که نماینده تیم ملی فوتبال اروگوئه در پست مهاجم است. در ۶ فوریه ۲۰۰۸، کاوانی اولین گل ملی خود در بازی ۲–۳ مقابل کلمبیا به ثمر رساند. وی با ۵۰ گل در ۱۱۶ مسابقه، در رده‌های بعدی بهترین گلزن اروگوئه در پشت لوئیز سوارز قرار دارد. در ۸ اکتبر ۲۰۱۰، او نخستین هت تریک خود را در بازی دوستانه ۷–۱ مقابل اندونزی به‌دست آورد. او به عنوان بهترین گل‌زن در مرحله مقدماتی جام جهانی فوتبال ۲۰۱۸ (آمریکای جنوبی) با ۱۰ گل معرفی شد.

## گل‌های ملی
| تعداد | تاریخ           | میزبان                                                     | رقیب              | زده | نهایی | رقابت                                               | منبع.  |
| ----- | --------------- | ---------------------------------------------------------- | ----------------- | --- | ----- | --------------------------------------------------- | ------ |
| ۱.    | ۶ فوریه ۲۰۰۸    | ورزشگاه سنتناریو، مونته‌ویدئو، اروگوئه                      | کلمبیا            | ۲-۱ | ۲–۲   | دوستانه                                             |        |
| ۲.    | ۳ مارس ۲۰۱۰     | ورزشگاه کایبان‌پارک، سنت گالن، سوئیس                        | سوئیس             | ۱-۳ | ۱–۳   | دوستانه                                             |        |
| ۳.    | ۱۰ ژوئیه ۲۰۱۰   | ورزشگاه نلسون ماندلا بی، پورت الیزابت، آفریقای جنوبی       | آلمان             | ۱-۱ | ۳–۲   | مرحله حذفی جام جهانی فوتبال ۲۰۱۰                    | [ ۴ ]  |
| ۴.    | ۱۱ اوت ۲۰۱۰     | ورزشگاه رستلو، لیسبون، پرتغال                              | آنگولا            | ۰-۱ | ۰–۲   | دوستانه                                             |        |
| ۵.    | ۸ اکتبر ۲۰۱۰    | ورزشگاه گلورا بونگ کارنو، جاکارتا، اندونزی                 | اندونزی           | ۱-۱ | ۱–۷   | دوستانه                                             |        |
| ۶.    | ۸ اکتبر ۲۰۱۰    | ورزشگاه گلورا بونگ کارنو، جاکارتا، اندونزی                 | اندونزی           | ۱-۶ | ۱–۷   | دوستانه                                             |        |
| ۷.    | ۸ اکتبر ۲۰۱۰    | ورزشگاه گلورا بونگ کارنو، جاکارتا، اندونزی                 | اندونزی           | ۱-۷ | ۱–۷   | دوستانه                                             |        |
| ۸.    | ۱۲ اکتبر ۲۰۱۰   | ورزشگاه مرکزی ووهان، ووهان، چین                            | چین               | ۰-۲ | ۰–۴   | دوستانه                                             |        |
| ۹.    | ۳۰ مارس ۲۰۱۱    | ورزشگاه آویوا، دوبلین، جمهوری ایرلند                       | جمهوری ایرلند     | ۱-۲ | ۲–۳   | دوستانه                                             |        |
| ۱۰.   | ۷ اکتبر ۲۰۱۱    | ورزشگاه سنتناریو، مونته‌ویدئو، اروگوئه                      | بولیوی            | ۱-۳ | ۲–۴   | مرحله مقدماتی جام جهانی فوتبال ۲۰۱۴ (آمریکای جنوبی) |        |
| ۱۱.   | ۲۹ فوریه ۲۰۱۲   | ورزشگاه ملی رومانی، بخارست، رومانی                         | رومانی            | ۰-۱ | ۱–۱   | دوستانه                                             |        |
| ۱۲.   | ۱۱ سپتامبر ۲۰۱۲ | ورزشگاه سنتناریو، مونته‌ویدئو، اروگوئه                      | اکوادور           | ۱-۱ | ۱–۱   | مرحله مقدماتی جام جهانی فوتبال ۲۰۱۴ (آمریکای جنوبی) |        |
| ۱۳.   | ۱۴ نوامبر ۲۰۱۲  | ورزشگاه پی‌جی‌ئی آرنا، گدانسک، لهستان                        | لهستان            | ۰-۲ | ۱–۳   | دوستانه                                             |        |
| ۱۴.   | ۱۲ ژوئن ۲۰۱۳    | مجموعه ورزشی کاچامی، سیوداد گویانا، ونزوئلا                | ونزوئلا           | ۰-۱ | ۰–۱   | مرحله مقدماتی جام جهانی فوتبال ۲۰۱۴ (آمریکای جنوبی) |        |
| ۱۵.   | ۲۶ ژوئن ۲۰۱۳    | ورزشگاه مینیرو، بلو هوریزونته، برزیل                       | برزیل             | ۱-۱ | ۲–۱   | مرحله حذفی جام کنفدراسیون‌ها ۲۰۱۳                    | [ ۵ ]  |
| ۱۶.   | ۳۰ ژوئن ۲۰۱۳    | ورزشگاه ایتایپاوا آرنا فونته نوآوا، سالوادور، باهیا، برزیل | ایتالیا           | ۱-۱ | ۲–۲   | مرحله حذفی جام کنفدراسیون‌ها ۲۰۱۳                    |        |
| ۱۷.   | ۳۰ ژوئن ۲۰۱۳    | ورزشگاه ایتایپاوا آرنا فونته نوآوا، سالوادور، باهیا، برزیل | ایتالیا           | ۲-۲ | ۲–۲   | مرحله حذفی جام کنفدراسیون‌ها ۲۰۱۳                    |        |
| ۱۸.   | ۱۰ سپتامبر ۲۰۱۳ | ورزشگاه سنتناریو، مونته‌ویدئو، اروگوئه                      | کلمبیا            | ۰-۱ | ۰–۲   | مرحله مقدماتی جام جهانی فوتبال ۲۰۱۴ (آمریکای جنوبی) |        |
| ۱۹.   | ۱۵ اکتبر ۲۰۱۳   | ورزشگاه سنتناریو، مونته‌ویدئو، اروگوئه                      | آرژانتین          | ۲-۳ | ۲–۳   | مرحله مقدماتی جام جهانی فوتبال ۲۰۱۴ (آمریکای جنوبی) |        |
| ۲۰.   | ۱۳ نوامبر ۲۰۱۳  | ورزشگاه بین‌المللی امان، امان، اردن                         | اردن              | ۰-۵ | ۰–۵   | مسابقات انتخابی جام جهانی ۲۰۱۴ (قاره ای)            |        |
| ۲۱.   | ۴ ژوئن ۲۰۱۴     | ورزشگاه سنتناریو، مونته‌ویدئو، اروگوئه                      | اسلوونی           | ۰-۱ | ۰–۲   | دوستانه                                             |        |
| ۲۲.   | ۱۴ ژوئن ۲۰۱۴    | ورزشگاه کاستلو فورتالزا، فورتالزا، برزیل                   | کاستاریکا         | ۰-۱ | ۳–۱   | گروه D جام جهانی ۲۰۱۴                               | [ ۶ ]  |
| ۲۳.   | ۵ سپتامبر ۲۰۱۴  | گنبد ساپورو، ساپورو، ژاپن                                  | ژاپن              | ۰-۱ | ۰–۲   | جام کیرین ۲۰۱۴                                      |        |
| ۲۴.   | ۱۳ نوامبر ۲۰۱۴  | ورزشگاه سنتناریو، مونته‌ویدئو، اروگوئه                      | کاستاریکا         | ۲-۳ | ۳–۳   | دوستانه                                             |        |
| ۲۵.   | ۲۸ مارس ۲۰۱۵    | ورزشگاه ادرار، اکادیر، مراکش                               | مراکش             | ۰-۱ | ۰–۱   | دوستانه                                             |        |
| ۲۶.   | ۶ ژوئن ۲۰۱۵     | ورزشگاه سنتناریو، مونته‌ویدئو، اروگوئه                      | گواتمالا          | ۰-۲ | ۱–۵   | دوستانه                                             |        |
| ۲۷.   | ۶ ژوئن ۲۰۱۵     | ورزشگاه سنتناریو، مونته‌ویدئو، اروگوئه                      | گواتمالا          | ۰-۳ | ۱–۵   | دوستانه                                             |        |
| ۲۸.   | ۱۲ نوامبر ۲۰۱۵  | ورزشگاه المپیک آتاهولپا، کیتو، اکوادور                     | اکوادور           | ۱-۱ | ۲–۱   | مرحله مقدماتی جام جهانی فوتبال ۲۰۱۸ (آمریکای جنوبی) | [ ۷ ]  |
| ۲۹.   | ۲۶ مارس ۲۰۱۶    | ورزشگاه ایتایپاوا آرنا پرنامبوکو، رسیفی، برزیل             | برزیل             | ۲-۱ | ۲–۲   | مرحله مقدماتی جام جهانی فوتبال ۲۰۱۸ (آمریکای جنوبی) | [ ۸ ]  |
| ۳۰.   | ۲۹ مارس ۲۰۱۶    | ورزشگاه سنتناریو، مونته‌ویدئو، اروگوئه                      | پرو               | ۰-۱ | ۰–۱   | مرحله مقدماتی جام جهانی فوتبال ۲۰۱۸ (آمریکای جنوبی) |        |
| ۳۱.   | ۲۷ مه ۲۰۱۶      | ورزشگاه سنتناریو، مونته‌ویدئو، اروگوئه                      | ترینیداد و توباگو | ۱-۱ | ۱–۳   | دوستانه                                             |        |
| ۳۲.   | ۲۷ مه ۲۰۱۶      | ورزشگاه سنتناریو، مونته‌ویدئو، اروگوئه                      | ترینیداد و توباگو | ۱-۲ | ۱–۳   | دوستانه                                             |        |
| ۳۳.   | ۶ سپتامبر ۲۰۱۶  | ورزشگاه سنتناریو، مونته‌ویدئو، اروگوئه                      | پاراگوئه          | ۰-۱ | ۰–۴   | مرحله مقدماتی جام جهانی فوتبال ۲۰۱۸ (آمریکای جنوبی) |        |
| ۳۴.   | ۶ سپتامبر ۲۰۱۶  | ورزشگاه سنتناریو، مونته‌ویدئو، اروگوئه                      | پاراگوئه          | ۰-۴ | ۰–۴   | مرحله مقدماتی جام جهانی فوتبال ۲۰۱۸ (آمریکای جنوبی) |        |
| ۳۵.   | ۶ اکتبر ۲۰۱۶    | ورزشگاه سنتناریو، مونته‌ویدئو، اروگوئه                      | ونزوئلا           | ۰-۲ | ۰–۳   | مرحله مقدماتی جام جهانی فوتبال ۲۰۱۸ (آمریکای جنوبی) |        |
| ۳۶.   | ۶ اکتبر ۲۰۱۶    | ورزشگاه سنتناریو، مونته‌ویدئو، اروگوئه                      | ونزوئلا           | ۰-۳ | ۰–۳   | مرحله مقدماتی جام جهانی فوتبال ۲۰۱۸ (آمریکای جنوبی) |        |
| ۳۷.   | ۱۵ نوامبر ۲۰۱۶  | ورزشگاه ملی خولیو مارتینز پرادانوس، سانتیاگو، شیلی         | شیلی              | ۰-۱ | ۳–۱   | مرحله مقدماتی جام جهانی فوتبال ۲۰۱۸ (آمریکای جنوبی) |        |
| ۳۸.   | ۲۳ مارس ۲۰۱۷    | ورزشگاه سنتناریو، مونته‌ویدئو، اروگوئه                      | برزیل             | ۰-۱ | ۴–۱   | مرحله مقدماتی جام جهانی فوتبال ۲۰۱۸ (آمریکای جنوبی) |        |
| ۳۹.   | ۱۰ اکتبر ۲۰۱۷   | ورزشگاه سنتناریو، مونته‌ویدئو، اروگوئه                      | بولیوی            | ۱-۲ | ۲–۴   | مرحله مقدماتی جام جهانی فوتبال ۲۰۱۸ (آمریکای جنوبی) |        |
| ۴۰.   | ۱۴ نوامبر ۲۰۱۷  | ورزشگاه ارنست هاپل، وین، اتریش                             | اتریش             | ۱-۱ | ۲–۱   | دوستانه                                             |        |
| ۴۱.   | ۲۳ مارس ۲۰۱۸    | مرکز ورزشی گوانکسی، نان‌نینگ، چین                           | چک                | ۰-۲ | ۰–۲   | جام چین ۲۰۱۸                                        |        |
| ۴۲.   | ۲۶ مارس ۲۰۱۸    | مرکز ورزشی گوانکسی، نان‌نینگ، چین                           | ولز               | ۰-۱ | ۰–۱   | جام چین ۲۰۱۸                                        |        |
| ۴۳.   | ۲۵ ژوئن ۲۰۱۸    | ورزشگاه کاسموس آرنا، سامارا، روسیه                         | روسیه             | ۰-۳ | ۰–۳   | گروه A جام جهانی فوتبال ۲۰۱۸                        | [ ۹ ]  |
| ۴۴.   | ۳۰ ژوئن ۲۰۱۸    | ورزشگاه المپیک فیشت، سوچی، روسیه                           | پرتغال            | ۰-۱ | ۱–۲   | مرحله حذفی جام جهانی فوتبال ۲۰۱۸                    | [ ۱۰ ] |
| ۴۵.   | ۳۰ ژوئن ۲۰۱۸    | ورزشگاه المپیک فیشت، سوچی، روسیه                           | پرتغال            | ۱-۲ | ۱–۲   | مرحله حذفی جام جهانی فوتبال ۲۰۱۸                    |        |
| ۴۶.   | ۱۶ اکتبر ۲۰۱۸   | ورزشگاه سایتاما، سایتاما، ژاپن                             | ژاپن              | ۲-۲ | ۴–۳   | جام کیرین ۲۰۱۸                                      | [ ۱۱ ] |
| ۴۷.   | ۱۶ ژوئن ۲۰۱۹    | ورزشگاه مینیرو، بلو هوریزونته، برزیل                       | اکوادور           | ۰-۲ | ۰–۴   | کوپا آمریکا ۲۰۱۹ گروه سی                            |        |
| ۴۸.   | ۲۴ ژوئن ۲۰۱۹    | ورزشگاه ماراکانا، ریودوژایرو، برزیل                        | شیلی              | ۰-۱ | ۰–۱   | کوپا آمریکا ۲۰۱۹ گروه سی                            |        |
| ۴۹.   | ۱۵ نوامبر ۲۰۱۹  | ورزشگاه فرنتس پوشکاش، بوداپست، مجارستان                    | مجارستان          | ۰-۱ | ۱–۲   | دوستانه                                             |        |
| ۵۰.   | ۱۸ نوامبر ۲۰۱۹  | ورزشگاه بلومفیلد، تل‌آویو، اسرائیل                          | آرژانتین          | ۰-۱ | ۲–۲   | دوستانه                                             | [ ۱۲ ] |
| ۵۱.   | ۱۳ نوامبر ۲۰۲۰  | ورزشگاه متروپولیتانو روبرتو ملاندز ، بارانکیا ، کلمبیا     | کلمبیا            | ۰-۱ | ۰–۳   | انتخابی جام جهانی ۲۰۲۲ (منطقه آمریکای جنوبی)        | [ ۱۳ ] |

## آمار

### گل‌ها بر پایه سال
| سال  | بازی | گل |
| ---- | ---- | -- |
| ۲۰۰۸ | ۴    | ۱  |
| ۲۰۰۹ | ۸    | ۰  |
| ۲۰۱۰ | ۱۲   | ۷  |
| ۲۰۱۱ | ۱۲   | ۲  |
| ۲۰۱۲ | ۹    | ۳  |
| ۲۰۱۳ | ۱۵   | ۷  |
| ۲۰۱۴ | ۱۰   | ۴  |
| ۲۰۱۵ | ۸    | ۴  |
| ۲۰۱۶ | ۱۱   | ۹  |
| ۲۰۱۷ | ۹    | ۳  |
| ۲۰۱۸ | ۱۱   | ۶  |
| ۲۰۱۹ | ۷    | ۴  |
| ۲۰۲۰ | ۲    | ۱  |
| جمع  | ۱۱۸  | ۵۱ |

#### گل‌ها براساس رقابت
| رقابت             | گل |
| ----------------- | -- |
| دوستانه           | ۲۴ |
| مقدماتی جام جهانی | ۱۷ |
| جام جهانی         | ۵  |
| جام کنفدراسیون‌ها  | ۳  |
| کوپا آمریکا       | ۲  |
| جمع               | ۵۱ |